# Tŏkch'ŏn
Tŏkch'ŏn (/tʌk̚.tsʰʌn/) est une ville nord-coréenne, ou si, localisée dans le Pyongan du Sud. Elle est délimitée par Yongwon et Maengsan à l'est, Kujang au nord, Kaechon à l'ouest, et Pukchang au sud. Elle est la ville qui abrite nombreuses usines, dont celle de l'usine pétrolière Sungri, implantée en 1950.

## Historique des députations de la circonscription de Tŏkch'ŏn (174e)
- XIe législature (2003-2009) : Chang Ung
- XIIe législature (2009-2014) : Cho Won Thaek
- XIIIe législature (2014-2019) : Kim Chul Ung